# Asturiasi repülőtér
Az Asturiasi repülőtér (IATA: OVD, ICAO: LEAS) egy kisebb nemzetközi repülőtér Castrillón közelében. A légikikötő 1968-ban nyílt meg. Éves utasforgalma 1 454 763 fő (2022). Üzemeltetője az AENA.

## Légitársaságok és úticélok
2025-ben a Asturiasi repülőtérről az alábbi járatok indulnak (Utoljára frissítve: 2025-08-16):
| Légitársaság    | Célállomások |
| --------------- | --- |
| Binter Canarias | Gran Canaria, Tenerife–North |
| Iberia          | Madrid, Palma de Mallorca Szezonális: Gran Canaria,[forrás?] Melilla, Tenerife–North[forrás?] |
| Lufthansa       | Szezonális: Frankfurt, München |
| Ryanair         | Charleroi, Róma–Fiumicino, Weeze |
| Volotea         | Alicante, Barcelona, Bergamo, Lisszabon, Málaga, Palma de Mallorca, Sevilla, Tenerife–South, Valencia Szezonális: Castellón, Fuerteventura, Granada, Gran Canaria, Ibiza, Lanzarote, Menorca, Murcia, Velence |
| Vueling         | Amszterdam, Barcelona, Gran Canaria, London–Gatwick, Palma de Mallorca, Párizs–Orly, Sevilla, Tenerife–North Szezonális: Ibiza                                                                                |

## Forgalom
Az utasforgalom az elmúlt években az alábbi módon változott:
| Utasok száma | 816 087 | 839 814 | 1 353 030 | 1 530 245 | 1 355 364 | 1 039 406 | 1 119 273 | 1 407 217 | 498 950 | 1 454 763 |
|              | 2001    | 2003    | 2006      | 2008      | 2010      | 2013      | 2015      | 2017      | 2020    | 2022      |